# 尚宣謨
尚宣謨（1702年12月20日（康熙四十一年十一月二日）—1787年10月7日（乾隆五十二年八月二十七日）），和名今歸仁王子朝義，琉球國第二尚氏王朝攝政。具志川御殿十世。
尚宣謨最初的名字為向宣謨，童名思德金。他是向鳳彩（今歸仁按司朝季）的長子，母親為無系的真鍋樽。1716年結欹髻，獲賜今歸仁間切運天地頭作為名島，稱運天按司朝忠。1724年（雍正二年），成為具志川御殿的當主，繼承今歸仁間切總地頭，稱今歸仁按司朝忠。1740年出使薩摩藩。1745年，任御系圖奉行。1747年，因島津宗信繼任島津氏家督，奉命出使薩摩藩慶賀。歸國後，因功陞王子位階，因而改姓尚。1748年，再度出使薩摩藩。翌年歸國，豎立《山北今歸仁城監守來歷碑記》於今歸仁城中，此碑於2002年被認定為沖繩縣有形文化財。
1751年，尚穆王即位，尚宣謨作為謝恩正使，與副使毛文和（小波津親方安减）一起上江戶。翌年歸國。後來，因名乘中的「忠」字是禁字，改「朝忠」為「朝義」。
1755年，尚宣謨被任命為攝政。翌年冊封使來琉，尚宣謨以攝政的身份，參加諭祭至七宴的所有事務。
1757年加授久米島的具志川間切。1770年致仕。
| 尚宣謨（今歸仁朝義）     |                        |                            |
| 前任： 尚徹 （北谷朝騎） | 琉球攝政 1755年—1770年 | 繼任： 尚和 （讀谷山朝恒） |